# Siraha
Siraha ist eine Stadt (Munizipalität) im Terai im Osten von Nepal und ist Verwaltungssitz des gleichnamigen Distriktes.
Das Stadtzentrum von Siraha liegt etwa 5 km von der indischen Grenze entfernt am Ostufer der Kamala.
Im Jahr 2014 wurden mehrere benachbarte Village Development Committees (VDCs) eingemeindet. Diese waren Hanumannagar, Khirauna, Madar, Malhaniya, Sarswar und Sukhachaina.
Das Stadtgebiet umfasst nun 67,1 km².

## Einwohner
Bei der Volkszählung 2011 hatte die Stadt Siraha 28.442 Einwohner (davon 13.839 männlich) in 5400 Haushalten.
Mit den eingemeindeten VDCs betrug die Einwohnerzahl 59.037 (davon 28.179 männlich) in 11.223 Haushalten.